# Merritt Island
Merritt Island és una concentració de població designada pel cens dels Estats Units a l'estat de Florida. Segons el cens del 2000 tenia 36.090 habitants.

## Demografia
Segons el cens del 2000, Merritt Island tenia 36.090 habitants, 14.955 habitatges, i 10.049 famílies. La densitat de població era de 789,5 habitants/km².
Dels 14.955 habitatges en un 27,1% hi vivien nens de menys de 18 anys, en un 52,9% hi vivien parelles casades, en un 10,7% dones solteres, i en un 32,8% no eren unitats familiars. En el 26,8% dels habitatges hi vivien persones soles l'11,4% de les quals corresponia a persones de 65 anys o més que vivien soles. El nombre mitjà de persones vivint en cada habitatge era de 2,36 i el nombre mitjà de persones que vivien en cada família era de 2,86.
Per edats la població es repartia de la següent manera: un 21,8% tenia menys de 18 anys, un 6,1% entre 18 i 24, un 26,1% entre 25 i 44, un 26,2% de 45 a 60 i un 19,8% 65 anys o més.
L'edat mediana era de 43 anys. Per cada 100 dones de 18 o més anys hi havia 92,3 homes.
Cap de les famílies estaven per davall del llindar de pobresa.

## Poblacions més properes
El següent diagrama mostra les poblacions més properes.